# 선대구사본기
선대구사본기(일본어: 先代旧事本紀, 先代舊事本紀)는 일본의 역사적 서적으로 현재는 위서로 취급받고 있다. 그러나 부분적으로는 자료적 가치가 있다는 견해도 있다. 전 10권으로 구성되어있으며, 천지 개벽에서부터 스이코 천황까지의 역사가 기술되어 있으며 현재로서는 고사기와 일본서기를 적절하게 혼합했다고 보는 설이 지배적이다.

## 성립·저자
서문에는 스이코 천황의 명에 의해 쇼토쿠 태자 및 소가노 우마코가 저술한 것(일본 서기추고 28년(620년)에 해당하는 기술이 있다)가 있다. 이 점 등에서 헤이안 중기부터에도 중기에 관해서는 일본 최고의 역사서로서 고사기·일본서기보다 존중되는 것도 있었다. 하지만 에도 시대에 들어가 위서 아니냐는 의심을 할 수 있게 되어, 도쿠가와 미쓰쿠니와 이세 사다타케들의 연구에 의해서 위서임이 밝혀진. 이 책의 성립은 실제로는 대동 연간(806년~810년)이후 연희 서기 강연(904년~906년) 이전으로 추정된다.
본문의 내용은 고사기 일본 서기 고어를 적절하게 짜집기했지만, 3,5,10권은 기존의 문헌에서 확인할 수 없는 자체적 내용도 보인다. 또 모노노베씨의 선조에 대해서 독자적인 기술이 특히 많아 현존하지 않는 모노노베 문헌에서 인용했다는 추측도 있다. 편찬자에 대해서는 추측이 난무하지만 주로 헤이안 초기의 모노노베 가문의 일원이 만들었다고 본다.